# Ryan Crouser
Ryan Crouser (Portland, 18 dicembre 1992) è un pesista statunitense, campione olimpico a Rio de Janeiro 2016, Tokyo 2020 e Parigi 2024, nonché detentore del record mondiale della specialità.

## Palmarès
| Anno | Manifestazione  | Sede           | Evento           | Risultato | Prestazione | Note                                     |
| ---- | --------------- | -------------- | ---------------- | --------- | ----------- | ---------------------------------------- |
| 2009 | Mondiali U18    | Bressanone     | Getto del peso   | Oro       | 21,56 m     | Record dei campionati                    |
| 2009 | Mondiali U18    | Bressanone     | Lancio del disco | Argento   | 61,64 m     |                                          |
| 2016 | Giochi olimpici | Rio de Janeiro | Getto del peso   | Oro       | 22,52 m     | Record olimpico                          |
| 2017 | Mondiali        | Londra         | Getto del peso   | 6º        | 21,20 m     |                                          |
| 2019 | Mondiali        | Doha           | Getto del peso   | Argento   | 22,90 m     | Miglior prestazione personale            |
| 2021 | Giochi olimpici | Tokyo          | Getto del peso   | Oro       | 23,30 m     | Record olimpico                          |
| 2022 | Mondiali indoor | Belgrado       | Getto del peso   | Argento   | 22,44 m     |                                          |
| 2022 | Mondiali        | Eugene         | Getto del peso   | Oro       | 22,94 m     | Record dei campionati                    |
| 2023 | Mondiali        | Budapest       | Getto del peso   | Oro       | 23,51 m     | Record dei campionati                    |
| 2024 | Mondiali indoor | Glasgow        | Getto del peso   | Oro       | 22,69 m     | Record dei campionati                    |
| 2024 | Giochi olimpici | Parigi         | Getto del peso   | Oro       | 22,90 m     | Miglior prestazione personale stagionale |

## Campionati nazionali
- 5 volte campione nazionale del getto del peso (2016, 2017, 2019, 2021, 2022)
- 3 volte campione nazionale indoor del getto del peso (2019, 2020, 2022)

2016
- Oro ai campionati statunitensi assoluti, getto del peso - 22,11 m

2017
- Oro ai campionati statunitensi assoluti, getto del peso - 22,65 m

2018
- Argento ai campionati statunitensi assoluti, getto del peso - 20,99 m

2019
- Oro ai campionati statunitensi assoluti indoor, getto del peso - 22,22 m
- Oro ai campionati statunitensi assoluti, getto del peso - 22,62 m

2020
- Oro ai campionati statunitensi assoluti indoor, getto del peso - 22,60 m

2021
- Oro ai campionati statunitensi assoluti, getto del peso - 23,37 m

2022
- Oro ai campionati statunitensi assoluti indoor, getto del peso - 22,51 m
- Oro ai campionati statunitensi assoluti, getto del peso - 23,12 m

## Altre competizioni internazionali
2017
- Oro al DécaNation ( Angers), getto del peso - 21,77 m
- Oro al Prefontaine Classic ( Eugene), getto del peso - 22,43 m
- Oro all'Athletissima ( Losanna), getto del peso - 22,39 m
- Oro al Meeting international Mohammed VI d'athlétisme de Rabat ( Rabat), getto del peso - 22,47 m

2018
- Oro al Prefontaine Classic ( Eugene), getto del peso - 22,53 m
- Oro all'Herculis ( Monaco), getto del peso - 22,05 m

2019
- Oro al Doha Diamond League ( Doha), getto del peso - 22,13 m

2021
- Oro al Prefontaine Classic ( Eugene), getto del peso - 23,15 m
- Oro all'Athletissima ( Losanna), getto del peso - 22,29 m
- Oro al Weltklasse Zürich ( Losanna), getto del peso - 22,67 m
- Vincitore della Diamond League nella specialità del getto del peso

2022
- Oro al Prefontaine Classic ( Eugene), getto del peso - 23,02 m

2023
- Oro all'Athletissima ( Losanna), getto del peso - 22,99 m
- Oro al Kamila Skolimowska Memorial ( Chorzów), getto del peso - 22,55 m
- Oro ai London Anniversary Games ( Londra), getto del peso - 23,07 m

2024
- Oro al Golden Gala Pietro Mennea ( Roma), getto del peso - 22,49 m
- Oro al Weltklasse Zürich ( Zurigo), getto del peso - 22,66 m